# Avion de luptă fără pilot

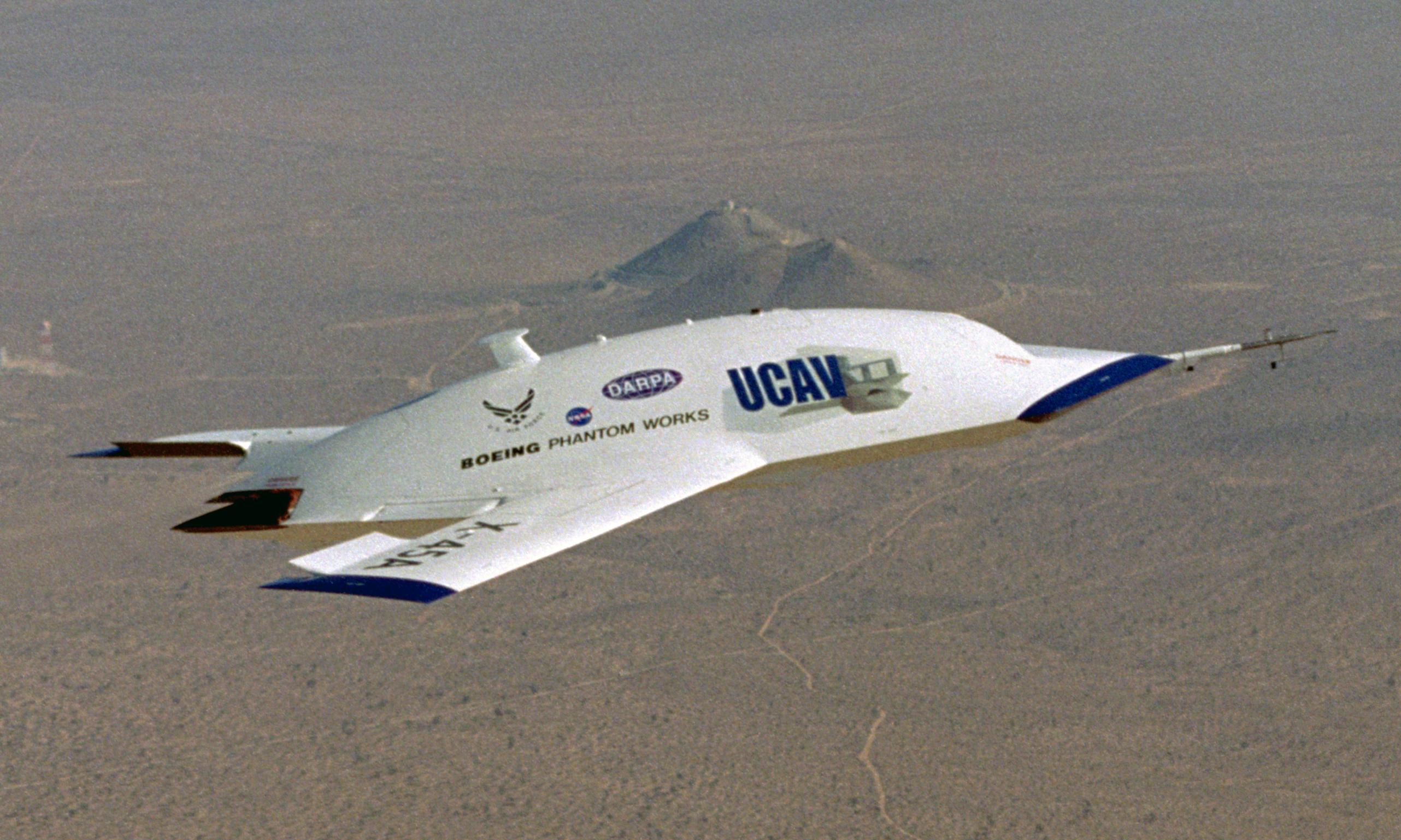
Avionul Boeing X-45A UCAV, primul avion inventat care zboară fără pilot

Avionul de luptă fără pilot (în engleză unmanned combat air vehicle, prescurtat UCAV), este o nouă generație de avioane de luptă care zboară fără a avea nevoie de pilot la bord. 
Pilotarea unui astfel de avion are loc prin teleghidare, de la un centru militar care se poate afla la mari distanțe, cu avantajul că nu se mai pune în pericol viața pilotului.
Se preconizează că în 2015 o treime din avioanele de luptă ale SUA vor aparține acestei categorii.

## Tipuri
- J-UCAS - Un program comun între DARPA/USAF/USN cu două tipuri:
  - Boeing X-45
  - Northrop-Grumman X-47 Pegasus
- Proiectul Hunter-Killer cu cinci tipuri:
  - Scaled Composites Model 395
  - Scaled Composites Model 396
  - General Atomics RQ-1B Predator sau RQ-1C Predator
  - Aurora Flight Sciences/Israel Aircraft Industries Eagle/Heron 2
  - Diferite tipuri de la Lockheed Martin
- Dassault Neuron
- Saab SHARC
- Saab Filur
- EADS UCAV
- Denel Aerospace Systems UCAV-TD
- Israel Aircraft Industries Eitan